# Francs (Gironde)
Francs település Franciaországban, Gironde megyében. Lakosainak száma 178 fő (2022. január 1.). Francs Puynormand, Les Salles-de-Castillon, Minzac, Saint-Cibard és Tayac községekkel határos.

## Népesség
A település népességének változása:
| Lakosok száma | 215  | 186  | 172  | 205  | 204  | 195  | 189  | 188  | 184  | 178  |
|               | 1968 | 1982 | 1990 | 2006 | 2013 | 2015 | 2017 | 2019 | 2020 | 2022 |